# بوبي وود
بوبي شاو وود (بالإنجليزية: Bobby Wood)‏ (المولود 15 نوفمبر 1992) هو لاعب كرة قدم أمريكي يلعب حاليًا كمهاجم لنادي يونيون برلين والمنتخب الأمريكي. وسيلعب الموسم القادم لنادي هامبورغ الألماني.

## مسيرته الكروية
لعب بوبي وود خلال مسيرته الاحترافية مع 6 أندية في خمسة عشر موسمًا وسجل خلالها 45 هدفًا ضمن 213 مباراة. ولم يفز بأي موسم بالكأس أو بالدوري.
خاض بوبي وود مسيرته مع TSV 1860 Munich II ‏ في موسم 2009–10 في المرة الأولى ولمدة موسمين ثم في موسم 2011–12 ولمدة موسمين، مشاركًا طوالها في 45 مباراة سجل خلالها 12 هدفًا. ثم انتقل إلى نادي ميونخ 1860 في موسم 2010–11 في المرة الأولى ولمدة موسمين ثم في موسم 2012–13 واستمر معه طيلة ثلاثة مواسم، حيث شارك طوالها في 50 مباراة سجل خلالها 3 أهداف. لينتقل بعدها إلى نادي إرتسغيبيرغه آوه في موسم 2014–15 لمدة موسم واحد، مشاركًا في 9 مباريات سجل خلالها 3 أهداف أيضًا. ثم انتقل إلى نادي يونيون برلين في موسم 2015–16 لمدة موسم واحد، مشاركًا في 31 مباراة سجل خلالها 17 هدفًا. هذا وانتقل لاحقًا إلى نادي هامبورغ في موسم 2016–17 في المرة الأولى ولمدة موسمين ثم في موسم 2019–20 لمدة موسم واحد، مشاركًا طوالها في 58 مباراة سجل خلالها 7 أهداف. ثم انتقل بعدها إلى نادي هانوفر 96 في موسم 2018–19 لمدة موسم واحد، مشاركًا في 20 مباراة سجل خلالها 3 أهداف.

## روابط خارجية
- بوبي وود على موقع قاعدة بيانات كرة القدم.إي يو (الإنجليزية)
- بوبي وود على موقع بيانات كرة القدم. دي إي (الألمانية)
- بوبي وود على موقع ناشيونال فوتبول تيمز (الإنجليزية)
- بوبي وود على موقع Soccerway.com (الإنجليزية)
- بوبي وود على موقع عالم كرة القدم.نت (الإنجليزية)
- بوبي وود على موقع AS.com (الإسبانية)